# Швейцарская гвардия
Швейца́рская гва́рдия (полное название — лат. Cohors pedestris Helvetiorum a sacra custodia Pontificis — «пехотная когорта швейцарцев священной охраны папы римского», Pontificia Cohors Helvetica, итал. Guardia Svizzera Pontificia, нем. Päpstliche Schweizergarde, фр. Garde suisse pontificale, романш. Guardia svizra papala) — вооружённые силы Ватикана. Её по праву можно считать старейшей армией мира, сохранившейся до наших дней. Основанная ещё в 1506 году, она на данный момент включает в себя около 100 гвардейцев, которые готовятся в швейцарских вооружённых силах и служат в Ватикане.

## История
Была создана по распоряжению папы римского Юлия II, известного покровителя искусств. Но он вошёл в историю и как один из самых воинственных пап, Юлий II вёл беспрерывные войны в течение всего понтификата (1503—1513). Нуждаясь в верном ему войске, он остановил свой выбор на швейцарских солдатах, служивших в то время во многих европейских странах и считавшихся одними из лучших солдат в Европе. Официальной датой создания гвардии считается[кем?] 22 января 1506 года — день, когда Юлий II устроил приём в честь первых 150 швейцарских гвардейцев.
Гвардейцам обязан своим спасением папа Климент VII, 147 из них погибли, защищая понтифика 6 мая 1527 года во время захвата и разграбления Рима войсками императора Священной Римской империи Карла V. С тех пор в память об этом событии новобранцы гвардии принимают присягу 6 мая — в День швейцарской гвардии.
В начале XIX века восстановленная объединенная Швейцарская Конфедерация отменила все договоры отдельных кантонов о наёмной военной службе за пределами страны, но для папской швейцарской гвардии было сделано исключение. В 1970 папа Павел VI, стремясь поддержать миротворческий образ Римско-католической церкви, объявил о роспуске военных подразделений Ватикана, однако статус швейцарской гвардии снова остался без изменений.

## Современное состояние

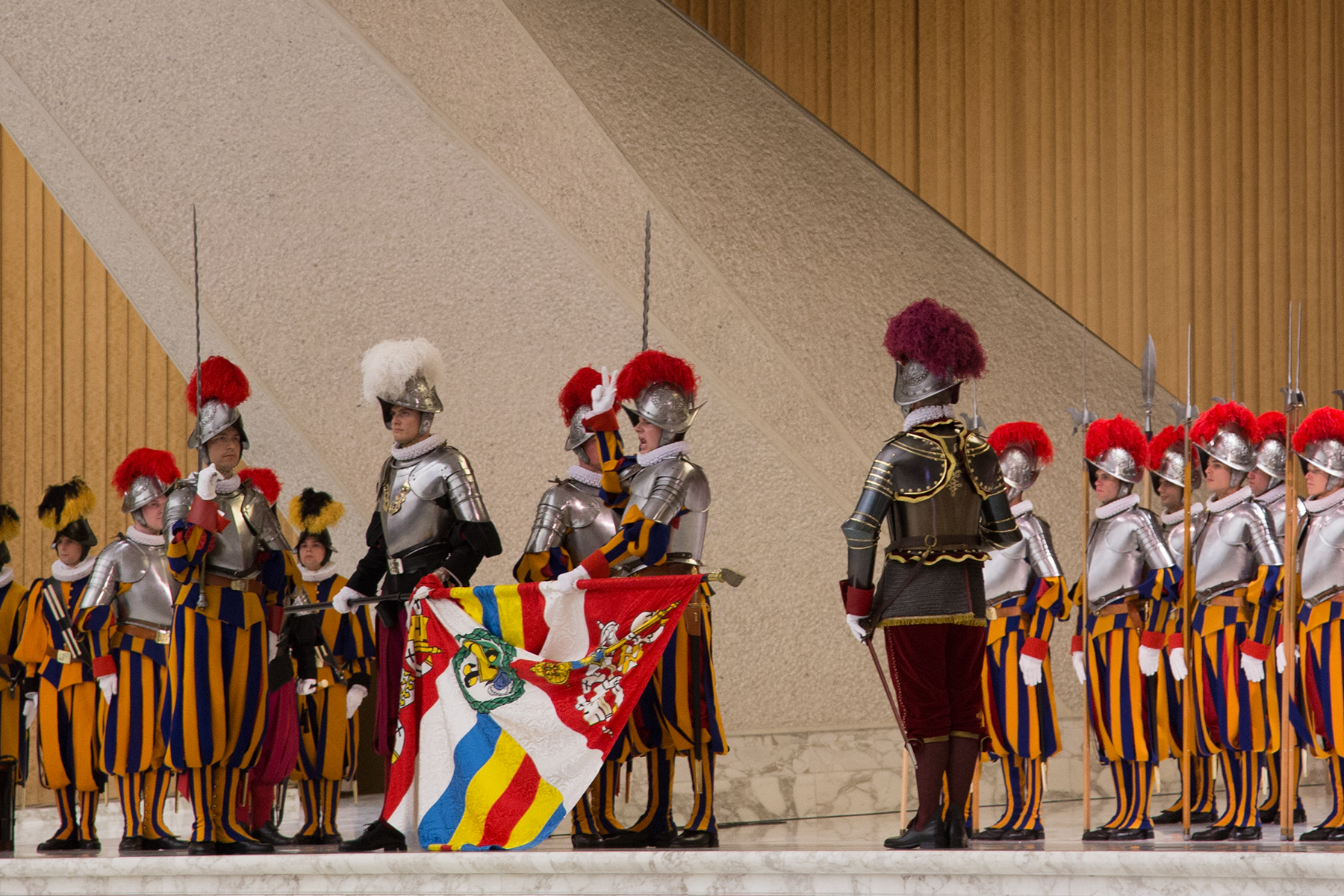
Церемония присяги в зале Павла VI (6 мая 2013)

В настоящее время солдаты швейцарской гвардии, как записано в уставе, несут службу «по обеспечению безопасности священной персоны папы и его резиденции».
В настоящее время гвардия Ватикана состоит из 110 человек. По традиции в её составе — только швейцарские граждане; официальный язык гвардии — немецкий. Все они должны быть католиками, иметь среднее образование, пройти обязательную для всех швейцарских мужчин 4-месячную службу в армии и иметь положительные рекомендации от светских и духовных властей. Возраст новобранцев — от 19 до 30 лет. Минимальный срок службы — 2 года, максимальный — 25 лет. Все гвардейцы должны иметь рост не ниже 174 см, им запрещено носить усы, бороду и длинные волосы. Кроме того, в гвардию принимают только холостяков. Жениться они могут только по специальному разрешению, которое выдаётся тем, кто прослужил более 3 лет и имеет звание капрала, причём их избранницы обязательно должны придерживаться католического вероисповедания. Месячное содержание сравнительно невелико — около 1500 евро (но оно не облагается налогами). На период прохождения службы швейцарский гвардеец получает также подданство Ватикана.
Гвардейцы несут службу у входа в Ватикан, на всех этажах Апостольского дворца, у покоев папы и государственного секретаря. Без их участия не обходится ни одна торжественная месса в соборе Святого Петра, ни одна аудиенция или дипломатический приём. Они одеты в красочную средневековую форму. Как утверждает легенда, эта форма сшита по рисункам Микеланджело, хотя исторических свидетельств этому нет. В форму входят полосатые красно-сине-жёлтые камзолы и подхваченные под коленями брюки-плюдерхозен, берет или морион с красным плюмажем в торжественных случаях, кираса с наплечниками, алебарда и шпага. В наше время металлические, раскаляющиеся в жаркую погоду шлемы были заменены на пластиковые, изготовленные с помощью 3D-принтера.

## Вооружение

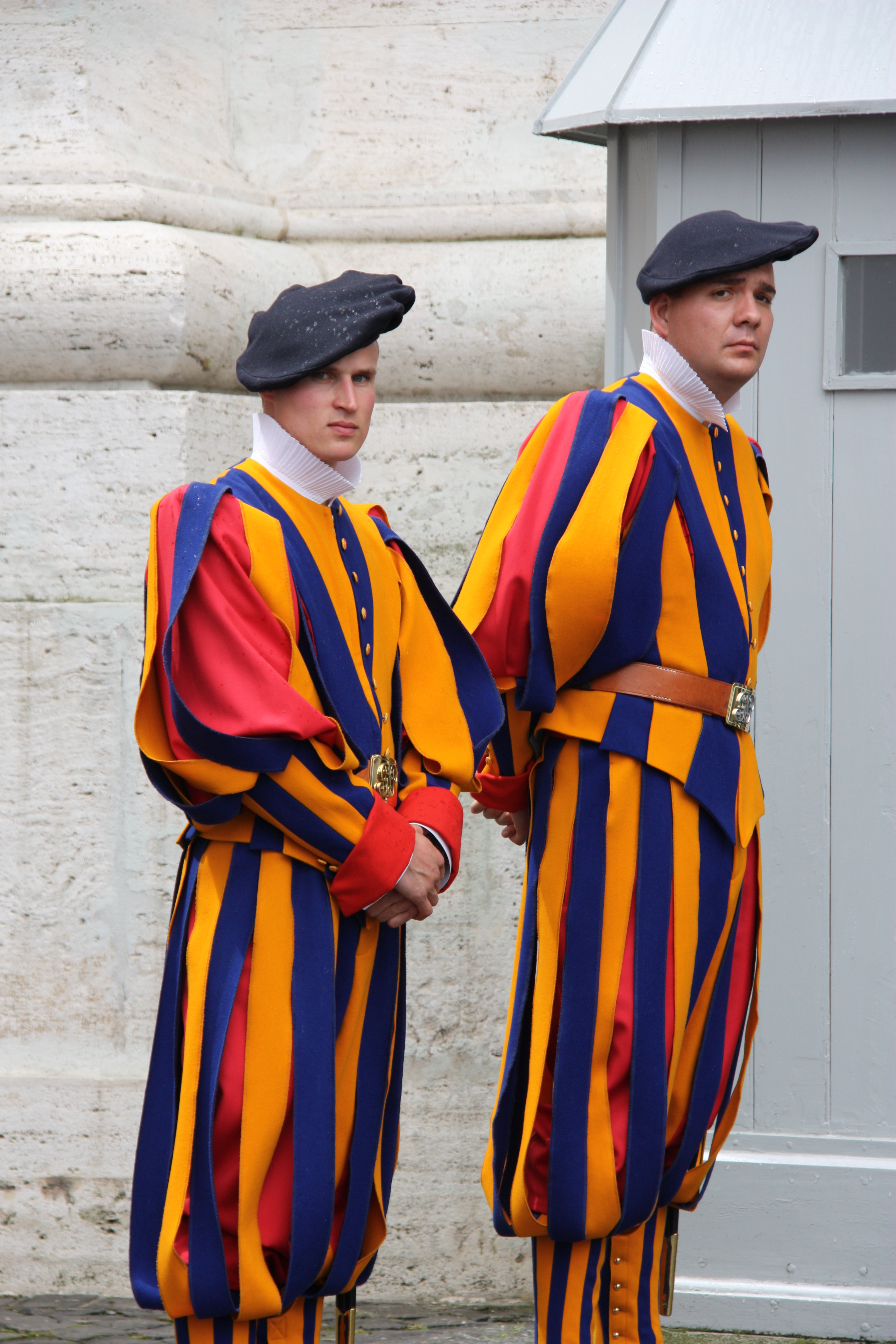
Швейцарские гвардейцы

Огнестрельное оружие у гвардейцев неоднократно изымалось, но затем снова возвращалось в арсенал. Последний раз хранение ружей в казармах было запрещено после Второго Ватиканского собора (1962—1965). Но после покушения на Иоанна Павла II 13 мая 1981 года доступ к оружию снова был разрешён.

### Традиционное
- Алебарда
- Меч
- Полицейская дубинка
- Протазан
- Фламберг

### Современное оружие
- пистолет Dreyse M1907 (снят с вооружения; оружие резерва)
- пистолет SIG Sauer P220 (P75)
- пистолет Glock 19
- пистолет-пулемёт Heckler & Koch MP5A3
- пистолет-пулемёт Heckler & Koch MP7A1
- штурмовая винтовка SIG SG 550
- штурмовая винтовка SIG SG 552

## Звания швейцарской гвардии
Офицеры

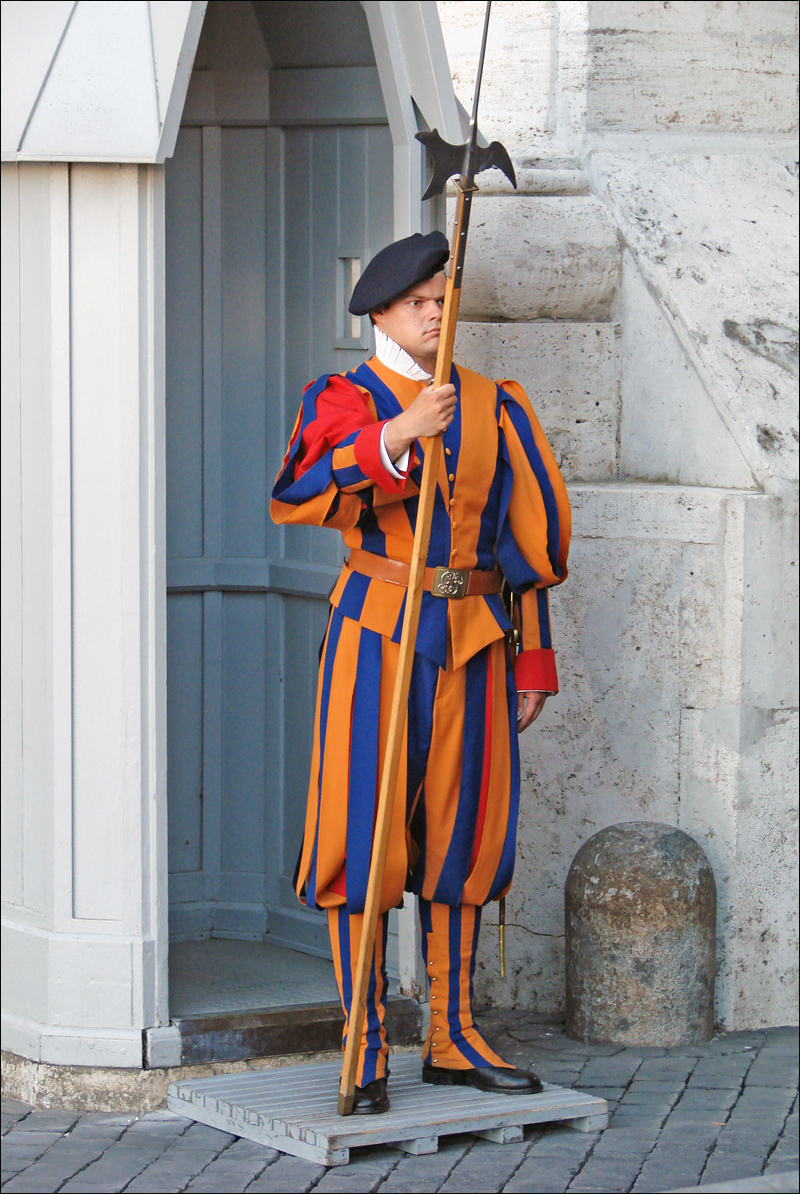
Гвардеец на посту

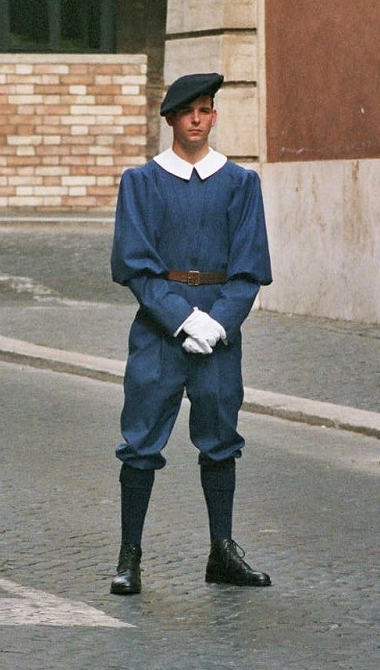
Гвардеец в повседневной форме

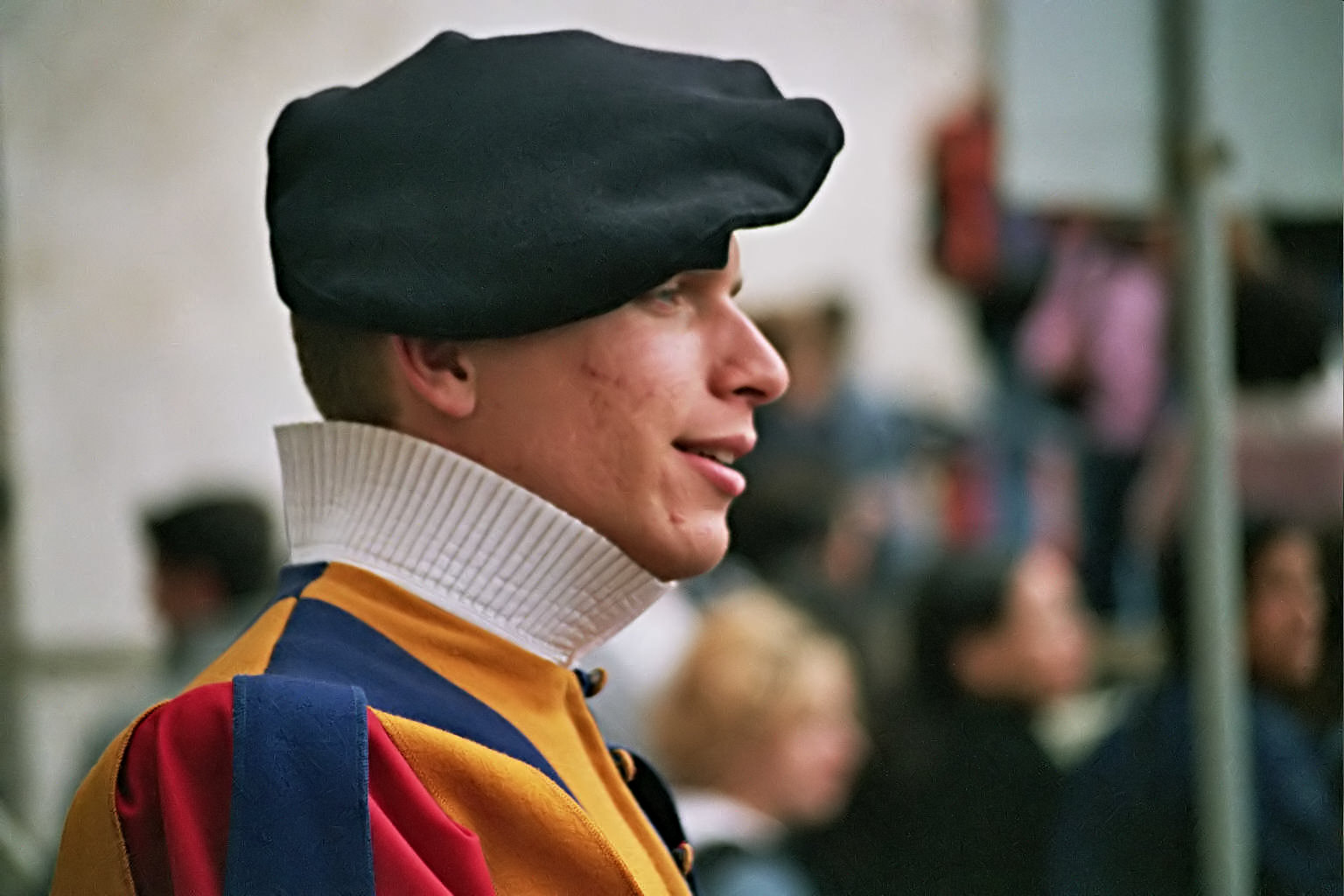
Швейцарский гвардеец

- Oberst (полковник, также именуется «коммандант» (commandant))
- Oberstleutnant (подполковник, также именуется вице-коммандант (vice-commandant))
- Kaplan (капеллан, звание духовное, но в военной табели о рангах соответствует вице-комманданту)
- Major (майор)
- Hauptmann (капитан)

Унтер-офицеры
- Feldwebel (фельдфебель)
- Wachtmeister (вахмистр, соответствует званию старшего сержанта)
- Korporal (капрал)
- Vizekorporal (вице-капрал)

Рядовые
- Hellebardier (алебардист)

## Командиры швейцарской гвардии
1. Каспар фон Зиленен, Ури (1506—1517);
2. Маркус Рёйст, Цюрих (1518—1524);
3. Каспар Рёйст, Цюрих (1524—1527);
4. Йост фон Мегген, Люцерн (1548—1559);
5. Каспар Лео фон Зиленен, Люцерн (1559—1564);
6. Йост Зегессер фон Брунегг, Люцерн (1566—1592);
7. Стефан Александер Зегессер фон Брунегг, Люцерн (1592—1629);
8. Николаус Флеккенштайн, Люцерн (1629—1640);
9. Йост Флеккенштайн, Люцерн (1640—1652);
10. Йохан Рудольф Пфиффер фон Альтизхофен, Люцерн (1652—1657);
11. Людвиг Пфиффер фон Альтизхофен, Люцерн (1658—1686);
12. Франц Пфиффер фон Альтизхофен, Люцерн (1686—1696);
13. Йоханн Каспар Майр фон Бальдегг, Люцерн (1696—1704);
14. Йоханн Конрад Пфиффер фон Альтизхофен, Люцерн (1712—1727);
15. Франц Людвиг Пфиффер фон Альтизхофен, Люцерн (1727—1754);
16. Йост Игнац Пфиффер фон Альтизхофен, Люцерн (1754—1782);
17. Франц Алоиз Пфиффер фон Альтизхофен, Люцерн (1783—1798);
18. Карл Леодегар Пфиффер фон Альтизхофен, Люцерн (1800—1834);
19. Мартин Пфиффер фон Альтизхофен, Люцерн (1835—1847);
20. Франц Ксавьер Леопольд Мейр фон Шауэнзее, Люцерн (1847—1860);
21. Альфред фон Зонненберг, Люцерн (1860—1901);
22. Леопольд Мейер фон Шауэнзее, Люцерн (1901—1910);
23. Жюль Репон, Фрайбург (1910—1921);
24. Алоиз Хиршбюль, Граубюнден (1921—1935);
25. Георг фон Сюри д’Апремон, Золотурн (1935—1942);
26. Хайнрих Пфиффер фон Альтизхофен, Люцерн (1942—1957);
27. Роберт Нюнлис, Люцерн (1957—1972);
28. Франц Пфиффер фон Альтизхофен, Люцерн (1972—1982);
29. Роланд Бухс, Фрайбург (1982—1997, 1998);
30. Алоис Эстерман, Люцерн (1998);
31. Пиус Зегмюллер, Санкт-Галлен (1998—2002);
32. Эльмар Теодор Медер, Санкт-Галлен (2002—2008);
33. Даниэль Рудольф Анриг, Санкт-Галлен (2008—2015);
34. Кристоф Граф, Люцерн (с 2015).

## В культуре
- Папская гвардия присутствует в игре «Assassin’s Creed: Brotherhood».
- В песне шведской группы Sabaton — The Last Stand, описывается подвиг солдат в 1527 году.
- В манге «Волчья пасть» (Ookami no Kuchi: Wolfsmund) автора Кудзи Мицухиса, выпущенной в 2009 году, одна из глав (экстра после 4 тома) посвящена подвигу швейцарской гвардии.